# Thyreobaeus scutiger
Thyreobaeus scutiger là một loài nhện trong họ Linyphiidae.
Loài này thuộc chi Thyreobaeus. Thyreobaeus scutiger được Eugène Simon miêu tả năm 1889.